# Пьотър Желински
Пьотър Себа̀стиан Желѝнски (на полски: Piotr Sebastian Zieliński ) е полски футболист, играещ на позицията полузащитник в италианския отбор Интер и полския национален отбор.
Роден е на 20 май 1994 година в град Зомбковице Шльонске. Започва футболната си кариера в родния Ожел. Впоследствие преминава в Заглембе. През 2011 година се присъединява към младежкия отбор на Удинезе. В периода 2014 – 2016 година е преотстъпен в Емполи. През 2016 година става част от отбора на Наполи.